# Nyctimenius subsericea
Nyctimenius subsericea är en skalbaggsart som först beskrevs av Francis Polkinghorne Pascoe 1866.  Nyctimenius subsericea ingår i släktet Nyctimenius och familjen långhorningar.
Artens utbredningsområde är Sulawesi. Inga underarter finns listade i Catalogue of Life.